# Zeuzera
Zeuzera är ett släkte av fjärilar som beskrevs av Pierre André Latreille 1804. Zeuzera ingår i familjen träfjärilar.

## Bildgalleri

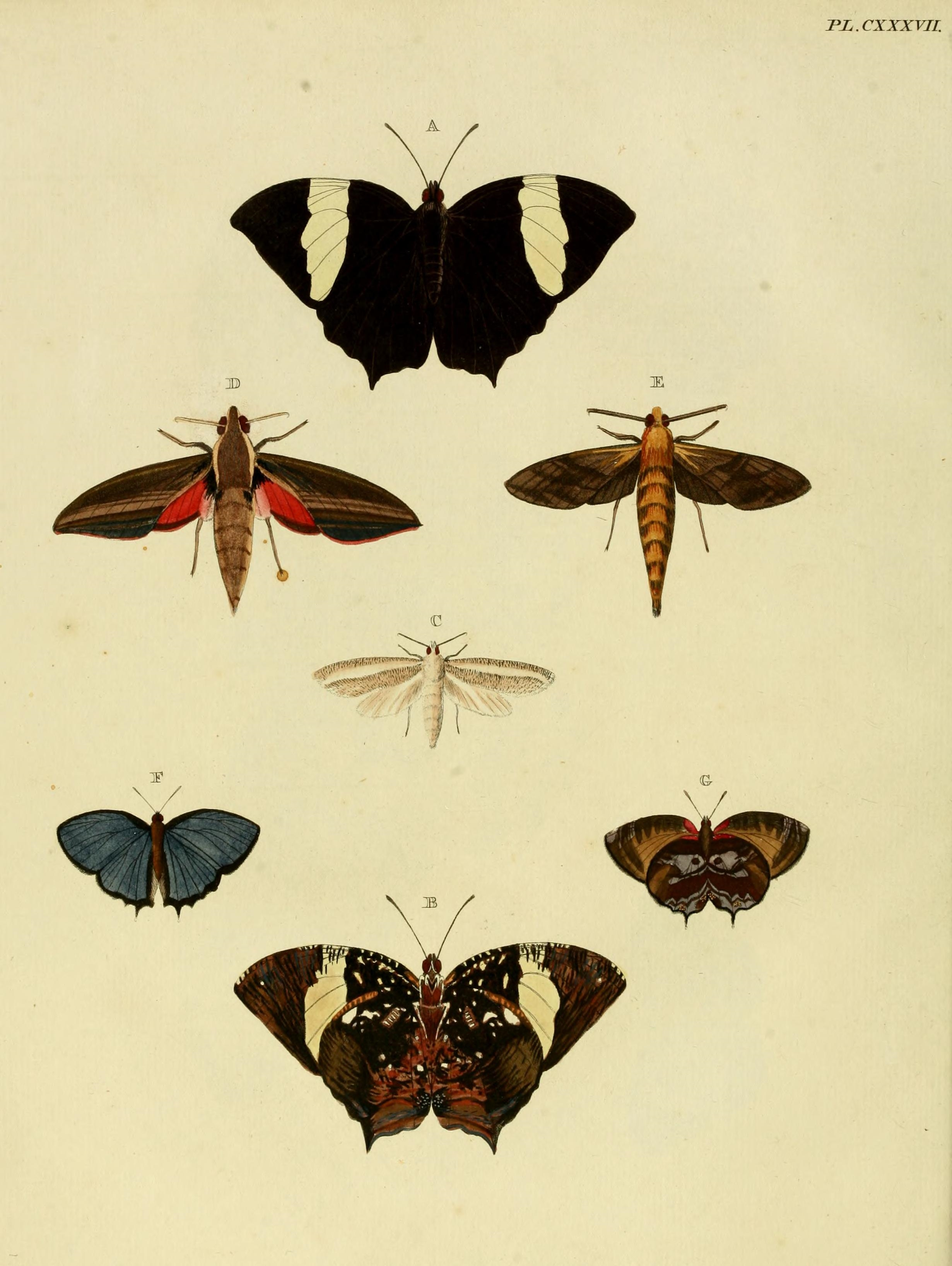
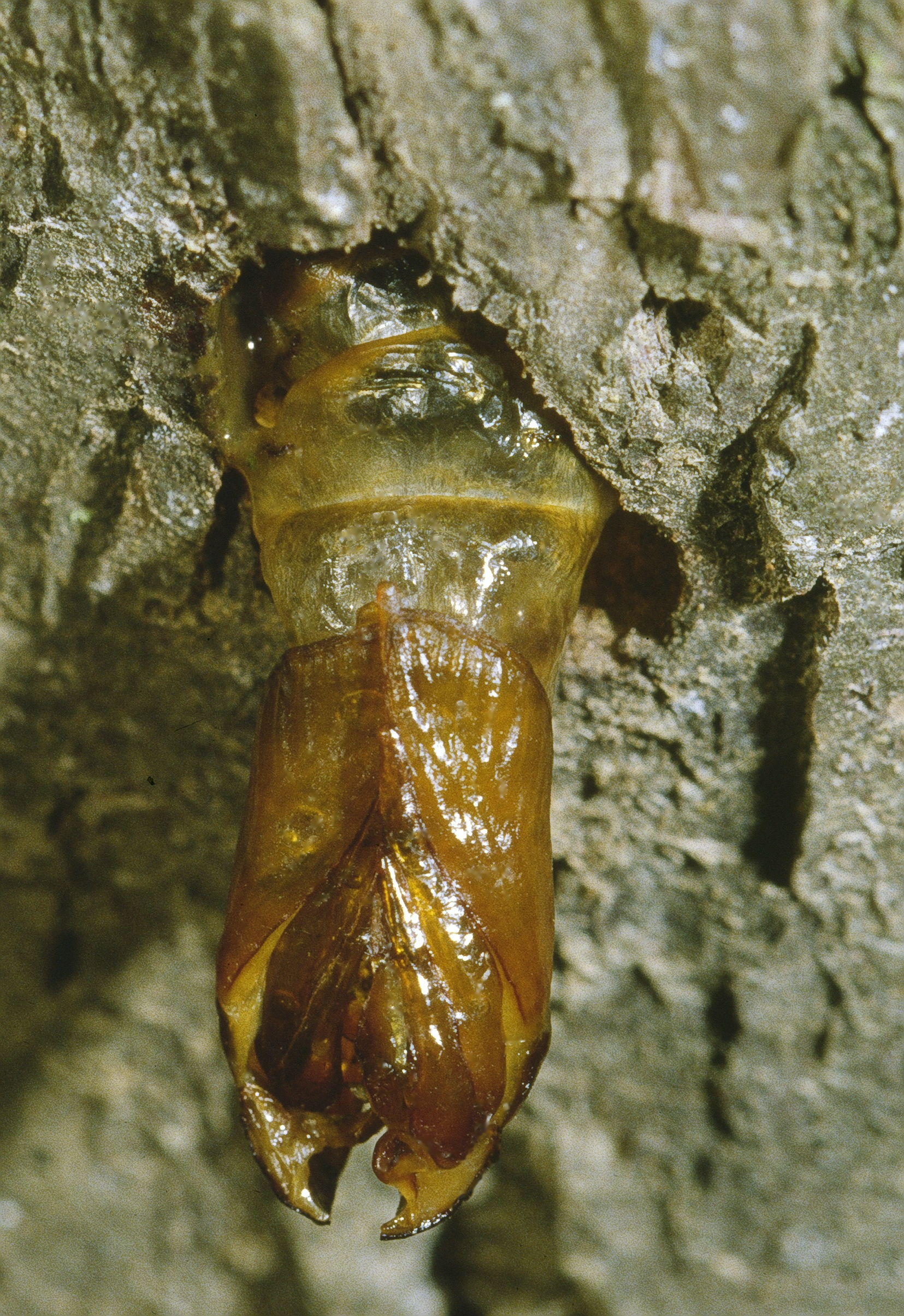
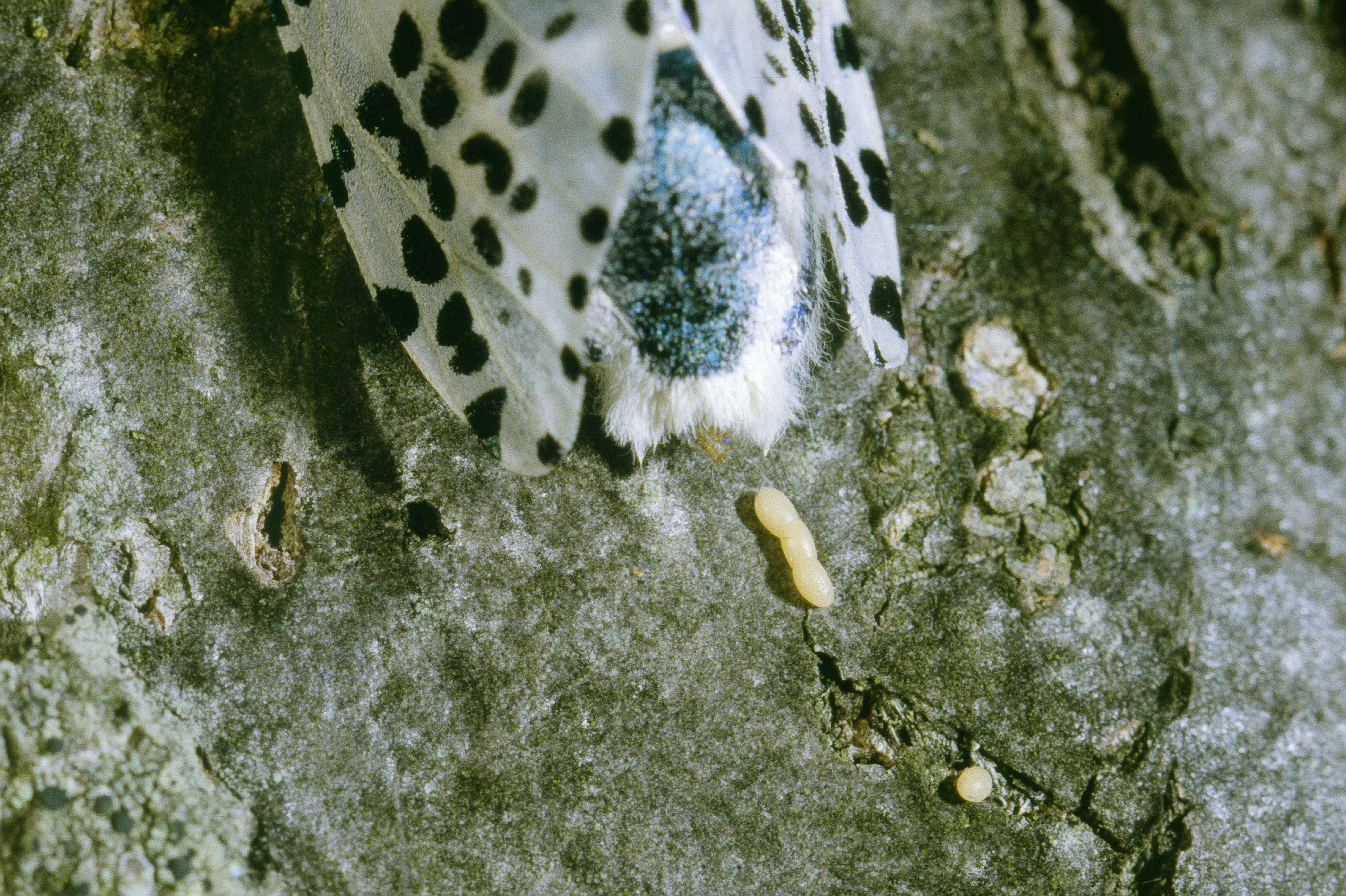
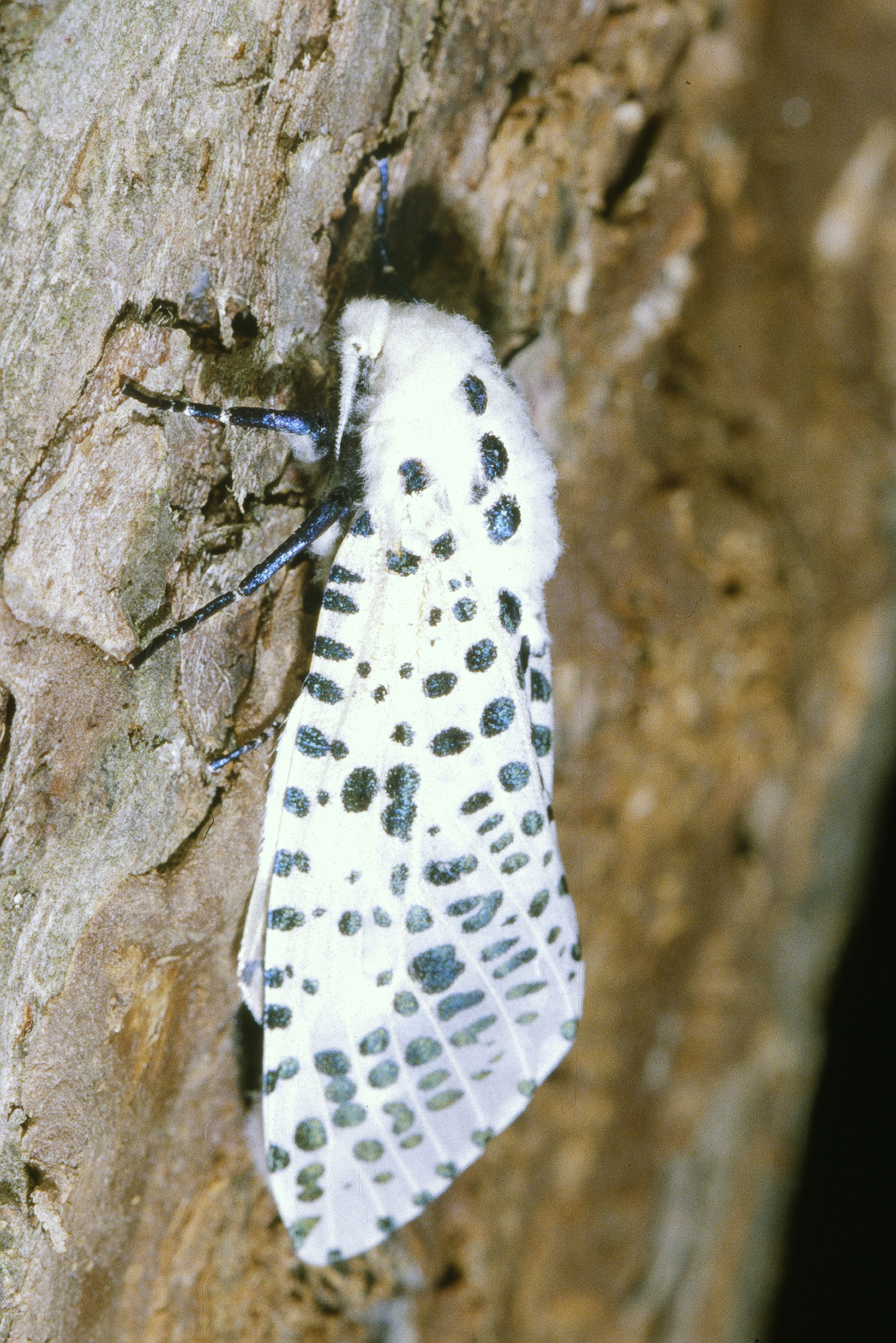
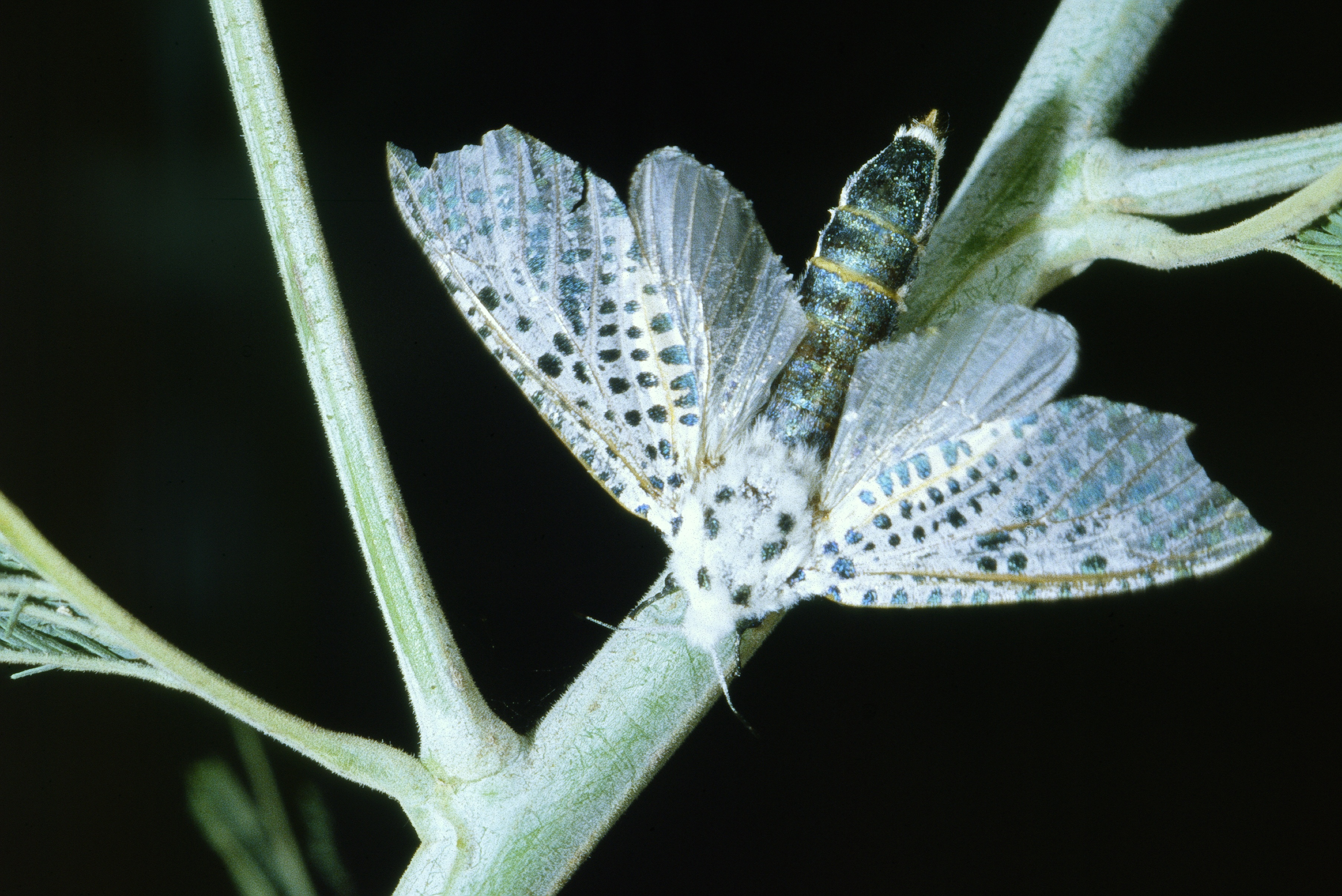
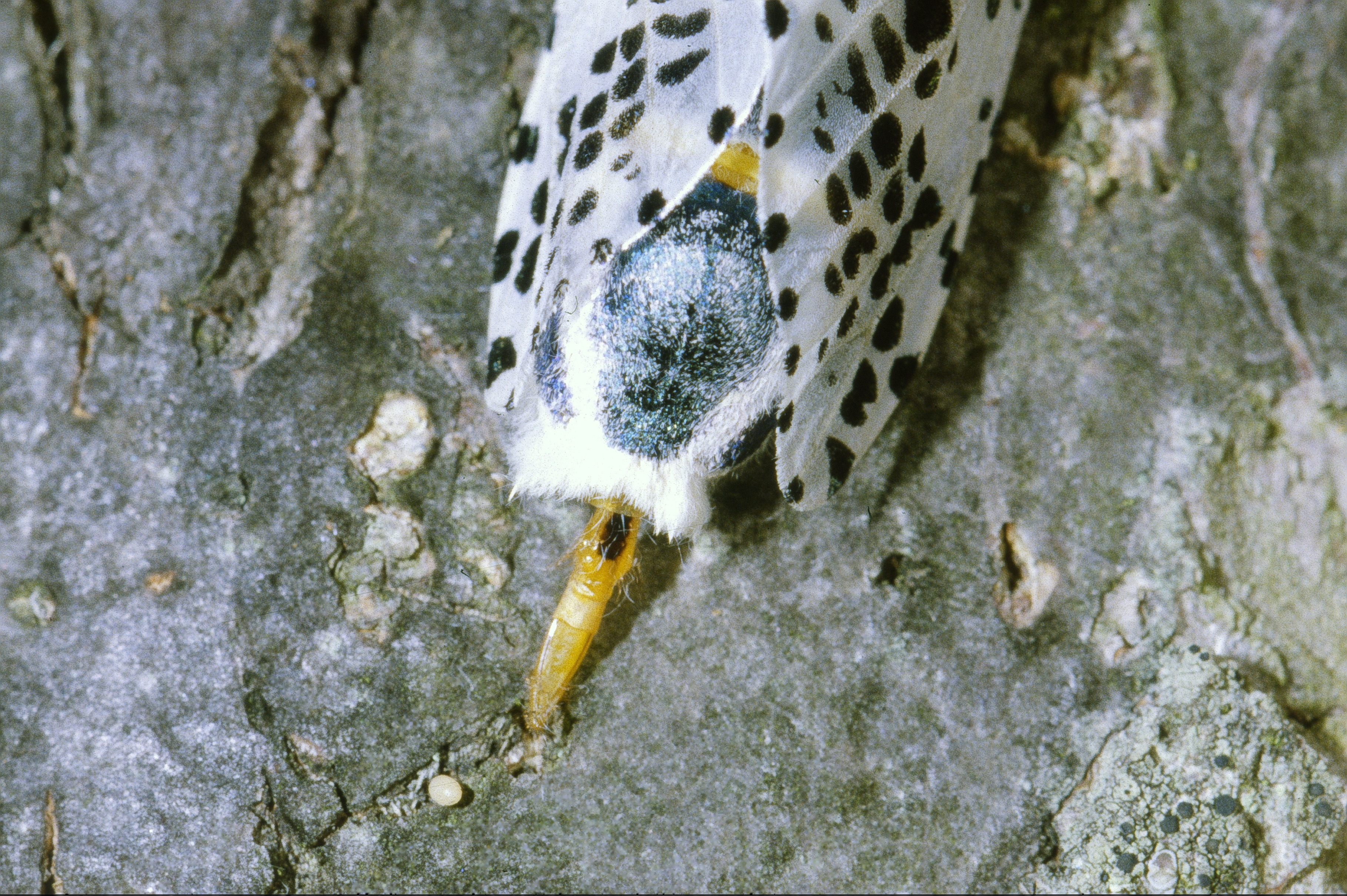

## Dottertaxa tillZeuzera, i alfabetisk ordning[1][2]
- Zeuzera aburae
- Zeuzera aesculi
- Zeuzera aetes
- Zeuzera afghanistanensis
- Zeuzera aglospila
- Zeuzera angulata
- Zeuzera ariana
- Zeuzera asylas
- Zeuzera aurivillii
- Zeuzera babadzhanidii
- Zeuzera boisduvalii
- Zeuzera burgersi
- Zeuzera canadensis
- Zeuzera caudata
- Zeuzera coffeae
- Zeuzera conferta
- Zeuzera confluens
- Zeuzera congerens
- Zeuzera coscinopa
- Zeuzera decipiens
- Zeuzera eumitra
- Zeuzera helenae
- Zeuzera hilaris
- Zeuzera hypocastani
- Zeuzera indica
- Zeuzera kochi
- Zeuzera leuconotum
- Zeuzera lineata
- Zeuzera liturata
- Zeuzera marginestriata
- Zeuzera masoni
- Zeuzera mixta
- Zeuzera moderata
- Zeuzera multistrigata
- Zeuzera nepalense
- Zeuzera neuropunctata
- Zeuzera neuroxantha
- Zeuzera nubila
- Zeuzera nuristanensis
- Zeuzera oblita
- Zeuzera octopunctata
- Zeuzera pantasema
- Zeuzera pardicolor
- Zeuzera paucipunctata
- Zeuzera paulomaculata
- Zeuzera perigypsa
- Zeuzera petax
- Zeuzera postexcisa
- Zeuzera pyrina
- Zeuzera quieta
- Zeuzera ramosa
- Zeuzera ramuscula
- Zeuzera recticulata
- Zeuzera regia
- Zeuzera rhabdota
- Zeuzera roricyanea
- Zeuzera roxana
- Zeuzera speyeri
- Zeuzera sponda
- Zeuzera strigulosa
- Zeuzera tigrina
- Zeuzera tripartita
- Zeuzera undulosa
- Zeuzera virens
- Zeuzera vittata
- Zeuzera yuennani